# Episodi di 6 passi nel giallo
La prima e unica stagione della serie antologica 6 passi nel giallo è stata trasmessa in prima visione in Italia da Canale 5 dal 22 febbraio al 28 marzo 2012.
| nº | Titolo             | Prima TV Italia  |
| -- | ------------------ | ---------------- |
| 1  | Presagi            | 22 febbraio 2012 |
| 2  | Sotto protezione   | 29 febbraio 2012 |
| 3  | Souvenirs          | 7 marzo 2012     |
| 4  | Gemelle            | 14 marzo 2012    |
| 5  | Omicidio su misura | 21 marzo 2012    |
| 6  | Vite in ostaggio   | 28 marzo 2012    |

## Presagi
- Diretto da: Lamberto Bava

### Trama
La medium Annalisa Dossi sogna una bambina, inseguita e uccisa da un uomo vestito di nero. La donna decide di andare alla polizia, ma l'unica persona che le crede è Harry Chase, un ex agente dell'FBI. Sebbene il commissario non sia troppo convinto, Harry indaga e scopre che la bambina del sogno è in effetti scomparsa. Grazie ad Annalisa riesce a trovare il luogo dove la piccola, vittima di un maniaco, è stata sotterrata dopo essere stata uccisa. Intanto Harry ha un flirt con Annalisa e i due passano la notte insieme. Mentre la bambina di Annalisa è ospite di Valeria, una signora benestante con giardiniere e autista personale, la piccola è molestata dal maniaco. Riesce però a nascondersi e telefona ad Harry, che interviene e uccide l'assassino.
- Interpreti: Andrea Osvárt (Annalisa Dossi), Craig Bierko (Harry Chase), Alessandro Riceci (Mark), Eliana Miglio (Valeria Farrugia), Margherita Vicario (Marina Zammit), Roberto Zibetti (Luke)
- Ascolti: telespettatori 3 327 000 – share 12,13%[1]

## Sotto protezione
- Diretto da: Edoardo Margheriti

### Trama
Una ragazza di 17 anni viene uccisa e, creduto colpevole, viene arrestato il cugino di lei. Un anno dopo una giornalista ambiziosa tenta di far luce sull'evento, ma viene aggredita in casa sua.
- Interpreti: Adriano Giannini (Marco Ventura), Katrina Law (Eleanor Clarke), Enrico Silvestrin (Guido Clerici), Matt Patresi (Michele Ruggeri), Josh Randall (Daniel Crawford), Jeanene Fox (Jane), Michele Bevilacqua (Tommy), Bruce McGuire (Nick Meyer), David Callahan (David), Benjamin Tender (Enrico Bianchi), Federica Lena (Maria Silvestri)
- Ascolti: telespettatori 3 257 000 – share 11,81%[2]

## Souvenirs
- Diretto da: Edoardo Margheriti

### Trama
Un profiler, Sebastian Brody, e sua moglie vengono aggrediti nella loro casa da un criminale che Brody aveva fatto arrestare anni prima e che poi era evaso. L'aggressore uccide la moglie di Brody; segue una colluttazione corpo a corpo fra i due, dalla pistola parte un colpo che uccide il killer. Per dimenticare tutto Brody si trasferisce in un piccolo paese della Sicilia, Randazzo, ma nella sua nuova casa trova, in una cantina, una valigetta contenente alcuni "souvenirs" (trecce di capelli) che si rivelano essere delle varie vittime di un serial killer, conosciuto come l'Acconciatore. Questo serial killer da 25 anni non agisce più e aveva all'epoca ucciso sei giovani donne, belle e con un elemento comune: avevano tutte lunghi capelli scuri. Curiosamente la scoperta dei macabri reperti sembra avere un nesso con gli omicidi di due giovani donne, trovate nel giro di pochi giorni uccise secondo il "modus operandi" dell'Acconciatore. Brody, seppure non troppo contento, si lascia convincere dall'ispettrice Leoni, sorella di una delle vittime di 25 anni prima, ad aiutare la Polizia nelle indagini concernenti i nuovi e i vecchi delitti.
- Interpreti: Demetri Goritsas (Sebastian Brody), Giorgia Surina (Isabella Leoni), Riccardo Festa (Bruno Anzalone), Elisabetta Pellini (Gloria Amato), Pilar Abella (Mary Brody), Paolo Lorimer (Commissario Canova), Timothy Martin (Mitch Vheeler), Clive Riche (Tucker), Gaetano Carotenuto (Roberto Polo), Paolo De Vita (Aldo Russo), Nicolas Vaporidis (Domenico De Chirico)
- Ascolti: telespettatori 3 370 000 – share 13,08%[3]

## Gemelle
- Diretto da: Roy Bava

### Trama

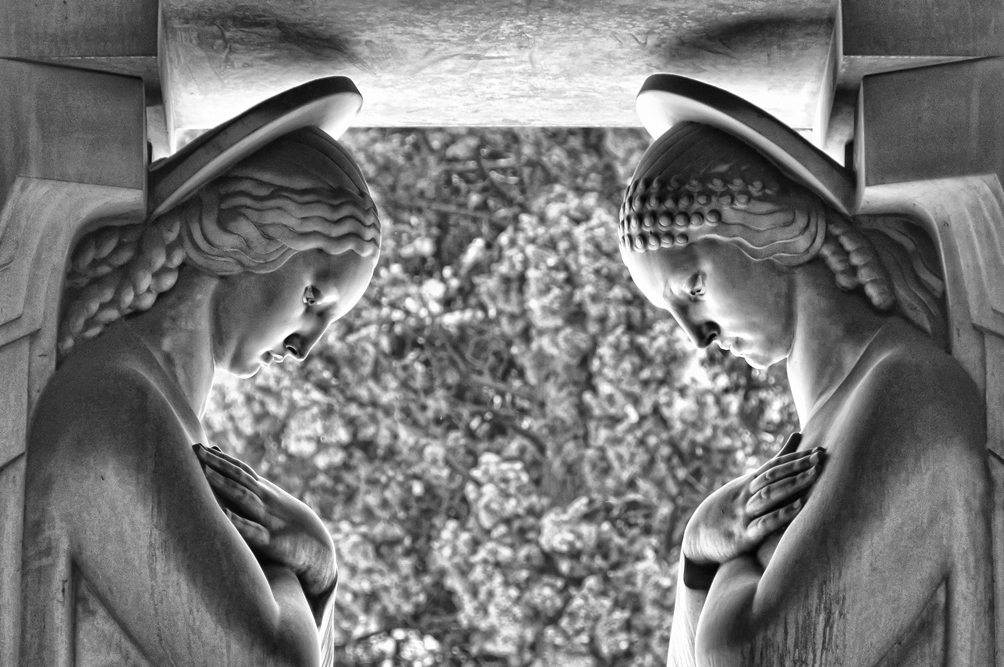
Daniele Pecci (a destra) in una scena del film TV

Angela Wyler, trasferitasi in Italia dagli Stati Uniti, chiede aiuto al commissario Valerio Strada per trovare la sregolata sorella gemella Christine, vecchia fiamma dell'uomo e tossicodipendente, della quale non ha più notizie da quando, sei mesi prima, litigarono perché Christine aveva cercato di sedurre il nuovo marito di Angela, Marc Douglas. Mentre cominciano le ricerche, Christine rintraccia e uccide tre uomini che alcune sere prima l'avevano violentata, e come ultimo crimine toglie la vita anche a Marc. Valerio scopre però che in realtà la colpevole è sempre stata Angela, che aveva ucciso la gemella per errore sei mesi prima quando questa, nel tentativo di convincerla a non partire per New York, le aveva detto di sapere del suo piano per avvelenare Marc e impossessarsi dei suoi milioni. A causa degli omicidi commessi, Angela viene internata in un manicomio, mentre, per colpa di un disturbo dissociativo della personalità, crede sempre più fermamente di essere Christine.
- Interpreti: Daniele Pecci (Valerio Strada), Erica Durance (Angela e Christine Wyler), Tomas Arana (Marc Douglas), Tommaso Ramenghi (Alessandro Lo Verso), Roberto Zibetti (Filippo Crovi), Davide Devenuto (Giulio Torreggiani), Marco Leonardi (Giovanni Ravaioli), Veronica Lazar (Muriel)
- Ascolti: telespettatori 3 034 000 – share 10,81%[4]

## Omicidio su misura
- Diretto da: Lamberto Bava

### Trama
Durante la presentazione del suo ultimo romanzo, lo scrittore di gialli Randy Williams incontra una sua ammiratrice di nome Michelle, con la quale trascorre la notte a bordo di uno yacht. Dopo aver salutato la donna, Randy rientra a casa, dove trova la moglie Isabel morta in piscina, assassinata con un colpo di pistola. Dopo aver chiamato i soccorsi, l'uomo viene interrogato da Andy Cassar e Sean Woods, gli investigatori incaricati del caso, a cui rivela di avere un alibi, rappresentato da Michelle. La donna però non si trova e Randy, dopo essere sfuggito ad un'aggressione, si rende conto che la morte di Isabel è stata inscenata esattamente come descritta in un suo manoscritto. L'improvviso ritorno di Michelle, il cui vero nome è Lola, permetterà di fare luce sulla faccenda.
- Interpreti: Rob Estes (Randy Williams), Ana Caterina Morariu (Michelle/Lola), Paolo Seganti (Cassar), Federica Famea (Cinthia), Matt Patresi (Burke), Marcus J. Cotterel (Woods), Clayton Norcross (Zack)
- Ascolti: telespettatori 3 582 000 – share 13,62%[5]

## Vite in ostaggio
- Diretto da: Lamberto Bava

### Trama
A Malta, due giovani uomini di nome Mathias e Kyle insieme a Gabriel, fratello minore di Mathias, sono protagonisti di una rapina all'interno di una discoteca. I tre, dopo che Kyle, il più pericoloso, ha ucciso il figlio del titolare, fuggono con la refurtiva. Nel tentativo di evitare un posto di blocco, i tre hanno un incidente automobilistico, che fa perdere loro la refurtiva nei dintorni della casa di Dave McBain. Con Mathias infortunato a una gamba e messi alle strette dalla polizia, i rapinatori decidono di irrompere a casa McBain per prendere tempo e soccorrere il ferito. I tre sono intenzionati a recuperare i soldi persi nell'incidente e prendono in ostaggio Dave, la moglie Giovanna e i figli Thomas ed Alice, costringendo il capofamiglia a dargli la somma perduta come riscatto. Dave è subito fatto oggetto di umiliazioni quando gli improvvisati carcerieri trovano nella casa degli antidepressivi, gli stessi che prendeva la madre di Mathias e Gabriel. In effetti, Dave nasconde alcuni segreti e i tre ragazzi si renderanno presto conto di essersi cacciati in un guaio più grande di loro. Un uomo si introduce nella villa e viene sorpreso da Kyle, quindi preso in ostaggio. L'uomo dice di chiamarsi Forrester e dal tesserino i tre scoprono che si tratta di un agente dell'FBI. A questo punto Dave rivela la sua identità, di cui solo sua moglie era a conoscenza: il suo vero nome è Daniel Sinagra ed è un ex affiliato della mafia americana che fa parte di un programma di protezione testimoni. La rivelazione fa vacillare gli equilibri tra i tre. Dave/Daniel si reca con Gabriel in banca per prelevare la somma e venuto a conoscenza della rapina e dell'omicidio, cerca di convincere il giovane a tradire Kyle per salvare sé stesso e suo fratello, mentre Mathias e la ribelle Alice (che ha un rapporto conflittuale con il patrigno) iniziano ad essere attratti l'uno dall'altra. Kyle inizia a mischiare gli antidepressivi con della birra trovata in casa e finisce per perdere il controllo, iniziando ad avere campo libero con gli ostaggi, che vedono messa a repentaglio la loro stessa vita. Alice prega Mathias di impedire a Kyle di fare loro del male. Tornato a casa con Gabriel, Dave convince Mathias ad abbandonare Kyle al suo destino e ad andarsene con Gabriel minacciando però di ucciderlo se cercherà di portare via Alice, decisa a partire con lui. Mathias confessa alla ragazza di aver ucciso qualche anno prima il suo patrigno perché stufo di vederlo picchiare sua madre e di aver trovato in Kyle il suo principale punto di riferimento mentre era in riformatorio. I due si scambiano un bacio. Sentendosi tradito dall'amico e ormai completamente impazzito, Kyle prende il sopravvento: spara prima a Mathias e poi a Gabriel, che muore sotto gli occhi del disperato fratello. Questi, ferito e con la gamba ancora dolorante, riesce a liberare Dave, che dopo un breve scontro affronta e uccide Kyle mentre Giovanna e Alice soccorrono Mathias. All'arrivo dell'ambulanza e della polizia, Mathias viene portato via in barella e dice ad Alice che deve dimenticarlo. Anche per Dave è arrivato il momento di mettere a tacere il passato: aveva capito fin da subito che Forrester è in realtà un sicario ed è stato mandato lì per ucciderlo. Chiuso in una stanza, l'uomo riesce a farsi liberare da Thomas ed esce all'esterno della villa, dove Dave lo aspetta. I due uomini lottano duramente finché Giovanna spara al killer uccidendolo. Dave, che era sempre stato restìo a testimoniare contro i suoi ex complici, decide di presentarsi al processo sostenuto anche da Alice, decisa finalmente ad accettarlo come padre.
- Interpreti: Kevin Sorbo (Dave McBain/Daniel Sinagra), Jane Alexander (Giovanna McBain), Andrea Miglio Risi (Gabriel), Candace Maria Celmer (Alice), Christoph Hulsen (Kyle), Cosimo Fusco (Forrester), Antonio Cupo (Mathias)
- Ascolti: telespettatori 3 052 000 – share 10,71%[6]